# لارس غوران كارلسون
لارس غورَان كارلسون (بالسويدية: Lars Göran Carlson)‏ هو مخرج ومخرج وممثل سويدي، ولد في 30 أغسطس 1936 في غوتنبرغ في السويد.

## وصلات خارجية
- لارس غوران كارلسون على موقع IMDb (الإنجليزية)
- لارس غوران كارلسون على موقع ألو سيني (الفرنسية)
- لارس غوران كارلسون على موقع أول موفي (الإنجليزية)
- لارس غوران كارلسون على موقع قاعدة بيانات الأفلام السويدية (السويدية)
- لارس غوران كارلسون على موقع قاعدة بيانات الفيلم (الإنجليزية)
- لارس غوران كارلسون على موقع كينوبويسك (الروسية)